# Потье, Мишель
Мишель Потье (фр. Michael Potier; 1564 — ок. 1628) — французский алхимик и философ, более известный под латинизированным именем Poterius.
Считал себя философом-герменевтиком и желал овладеть различными тайнами природы, такими как философский камень. В ту эпоху высокой репутацией пользовалось общество розенкрейцеров: многие были уверены, что они владели тайнами алхимии. Мишель Потье начал выдавать себя за хранителя тайн этого общества, даже написав о нём работу, в которой описывал их науку и силу. Когда эта работа не получила успеха, Потье начал объезжать различные европейские дворы, утверждая, что знает все секреты природы, и предлагая продать секрет изготовления философского камня, с помощью которого якобы можно было производить золото. Доверия, однако, его планы не нашли, также он вступил в конфликт с производителями золота. По возвращении во Францию он умер в нищете в призрении.
Написал ряд работ, считавшихся впоследствии курьёзными:
- «Compendium philosophicum in comitem Trevisanum» (1610),
- «Novus tractatus chimicus de vera materia el vero processu lapidis» (Франкфурт, 1617),
- «Philosopbia pura» (1617),
- «De.conficiendo lapide philosophico et secretis naturae» (Франкфурт, 1622),
- «Apologia hermetico-philosophica» (1630),
- «Redivivi apologia» (1631),
- «Fons chimicus» (Кёльн, 1687),
- «Philosophia chymica» (1648).